# Fred. C. Willis
Fred. C. Willis (né Frederick Charles Willis ou Friedrich Carl Willis le 16 avril 1883 à Prague et mort en 1967) est un historien de l'art et journaliste allemand.

## Biographie
Willis est le fils du capitaine de cavalerie britannique John Robinson Willis et de sa femme Eleonore (b. Schicho). Il suit un enseignement privé jusqu'à l'âge de 10 ans puis étudie à l'institution pour garçons et l'école pédagogique de Niesky de 1893 à 1899. Il effectue un parcours scolaire au gymnasium de Dresde-Neustadt jusqu'en 1902, pour lequel il obtient un diplôme d'études secondaires.
Il étudie le droit aux universités de Fribourg-en-Brisgau, Humboldt de Berlin, Christian-Albrecht de Kiel et Leipzig. En 1902 et 1903, il est enrôlé pour le service militaire dans le 19e régiment de hussards (de) à Grimma, qu'il quitte en 1907 comme lieutenant dans la réserve.
De 1907 à 1910, Willis étudie l'histoire de l'art aux universités de Halle et de Leipzig et assiste aux conférences d'Adolph Goldschmidt, Paul Menzer (de), Johannes Richter (de), Carl Robert, August Schmarsow, Franz Studniczka (de), Rudolf Wackernagel (de) et Wilhelm Wundt, entre autres. Il écrit une thèse sur la peinture marine hollandaise à Halle. Pour la recherche de sa thèse, il rend visite à de nombreux collectionneurs d'art, directeurs de musées et historiens de l'art tels que Cornelis Hofstede de Groot à La Haye, qui mettent à sa disposition les notes de leurs propres recherches. En 1910, il obtient son doctorat à Halle sous la direction d'Adolph Goldschmidt, sa thèse est imprimée en 1911. À l'Université de Kiel, il devient assistant de Georg Vitzthum von Eckstädt (de) et devient le 26 juillet 1914 habilité et chargé de cours privé. Le 15 novembre 1918, il démissionne du corps enseignant. De 1914 à 1918, il participe à la Première Guerre mondiale.
Depuis le 1er juillet 1921, il est coéditeur avec Ulrich Thieme de l'encyclopédie biographique des artistes Lexique général des beaux-artistes de l'Antiquité à nos jours. Il met fin à cette activité avec la parution du volume 15 en automne 1922.
À partir de 1924, il travaille à Rome comme correspondant étranger pour le Hamburger Nachrichten (de) et divers autres journaux allemands conservateurs de droite pour le « Service national des journaux (Dinat) ». Il y est également cofondateur du groupe local du Parti national-socialiste des travailleurs allemands (NSDAP) en 1931, dont il est le chef du groupe local jusqu'en 1933. En 1931, il reçoit l'Ordre de la Couronne d'Italie.
En 1933, il devient consultant au ministère de l'Éducation du peuple et de la Propagande du Reich à Berlin. En 1937, il publie un livre illustré sur la visite de Mussolini en Allemagne. Du semestre d'hiver 1936/37 à la fin avril 1938, il anime des exposés et des conférences sur l'Italie à l'université étrangère de l'Université de Berlin (de). De 1938 à 1939, Willis succède à Herbert Gericke (de) à la direction de l'Académie allemande Villa Massimo à Rome. Le 30 avril 1938, il est nommé Sturmbannführer.
À partir de 1943, il vit comme chercheur privé à Florence.

## Publications (sélection)
- Die niederländische Marinemalerei. Dissertation Halle 1910.
  - Dissertationsdruck: Robert Noske, Borna-Leipzig 1910 (disponible sur Internet Archive).
  - Buchfassung: Klinkhardt & Biermann, Leipzig 1911.
- Ein unbekanntes Porträt Tiepolos. In: Der Cicerone. 5, Heft 4, 1913, S. 139–140 (uni-heidelberg.de).
- Zur Kenntnis der Antwerpener Kleinmeister des frühen 16. Jahrhunderts. In: Monatshefte für Kunstwissenschaft. 7, Heft 2, 1914, JSTOR:24494002, S. 43–47.
- Die frühromantische Malerei. In: Kunstchronik und Kunstmarkt. 56. Jahrgang, Heft Nr. 4/5 und 6, E. A. Seemann, Leipzig 1920, S. 70–75 und S. 104–110 (uni-heidelberg.de, uni-heidelberg.de).
- Einleitung. In: Benito Mussolini: Reden. Eine Auswahl aus den Jahren 1914 bis Ende August 1924. Hrsg. von Max H. Meyer. K. F. Koehler, Leipzig 1925.
- Rom von heute. Alster-Verlag, Hamburg 1930.
- Männer um Mussolini. Eher, München 1932.
- Mussolini in Deutschland. Eine Volkskundgebung für den Frieden in den Tagen vom 25. bis 29. September 1937. Freiheitsverlag, Berlin 1937.
- Der koloniale Gedanke in Italien. In: Zeitschrift für Politik. 29, 1939, S. 102–110.

traductions
- Fortunato Bellonzi, Ennio Francia: Rom, Vatikanstadt, Umgebung Roms. Kunsthistorischer Führer. Florenz 1953, DNB 450349381.
- Roberto Bartolino: Florenz und seine Umgebung. Beschreibung der Denkmäler, Galerien und Museen. Florenz 1955.